# Students for a Democratic Society
Pour les articles homonymes, voir SDS.
Students for a Democratic Society (SDS, Étudiants pour une société démocratique) est une organisation étudiante américaine qui s'est inscrit dans le mouvement étudiant de contestation des années 1960. Mouvement emblématique de la « New Left », qui refusait à la fois la soumission au bloc de l'Est et l'anticommunisme traditionnel de la gauche libérale américaine, cette organisation se développa rapidement à partir de 1965 avant de prononcer sa dissolution lors de sa dernière convention en 1969. 
La SDS a fédéré le radicalisme étudiant dans le contexte de l'opposition à la guerre du Viêt Nam et a influencé profondément l'ensemble des organisations étudiantes qui lui ont succédé. Les notions de démocratie participative et d'action directe, ainsi que sa manière de s'organiser se retrouvent peu ou prou dans les différents groupes d'activisme étudiant au niveau national. Toutefois, aucune organisation étudiante de gauche n'a jamais atteint l'envergure de la SDS (100 000 membres en novembre 1968, quelques mois après la Convention nationale démocrate de 1968 à Chicago) ni n'a duré aussi longtemps.

## Déclaration de Port Huron
La Déclaration de Port Huron (Port Huron Statement) est un texte rédigé à l'origine par un militant pour les droits civiques aux États-Unis, Tom Hayden. Présenté en juin 1962 à la convention d'un mouvement d'étudiants dénommé Students for a Democratic Society dans une localité de l'État américain du Michigan, Port Huron, il est discuté puis adopté pour devenir une référence de la Nouvelle Gauche américaine,,.

## Convention de juin 1969
| Date          | Nombre de membres | Nombre de sections |
| ------------- | ----------------- | ------------------ |
| Juin 1964     | 3 000             |                    |
| Juin 1966     | 15 000            |                    |
| automne 1967  | 30 000            | 250 sections       |
| novembre 1968 | 100 000           | 350 à 400          |

Depuis quelques années, le très organisé Progressive Labor Party (PL, marxiste-léniniste et qui considère que seule la classe ouvrière est révolutionnaire) fait de l'entrisme au sein du mouvement, accroissant ainsi des tensions qui conduisent à la dissolution de l'organisation lors de la convention de 1969.
La majorité forme le Revolutionary Youth Movement (RYM), qui soutient l'alliance avec les Black Panthers et de façon générale le mouvement afro-américain au niveau national, et avec les mouvements de libération nationale et tiers-mondiste à l'international, tandis qu'une minorité, menée par le Progressive Labor Party forme la Worker Student Alliance (en) qui prône l'immersion des étudiants au cœur des luttes ouvrières, refusant la question raciale au nom d'une conception orthodoxe de la lutte des classes et qualifiant les Black Panthers de parti « bourgeois » et « réactionnaire ». Les futurs membres du Weather Underground participent au RYM, ironisant sur le refus du PL de soutenir le Viet-Cong d'un côté, les Black Panthers de l'autre. À ses débuts, le Weathermen soutient ainsi à la fois le mouvement afro-américain et les mouvements anti-colonialistes, tout en étant composé exclusivement de Blancs, issus pour la plupart de la bourgeoisie progressiste de la côte est (parfois d'origine juive, comme David Gilbert (en)), à l'exception d'un américano-asiatique, Shin'ya Ono.

#### Archives
- Students for a Democratic Society (S.D.S.), Records, 1965-74. Bibliothèque de l'université d'État de Kent, département des collections spéciales et des archives. [lire en ligne]
- Students for a Democratic Society Period: 1962-1970. International Institute of Social History.

Le texte intégral de la Déclaration de Port Huron : (fr) 

#### Articles
- Bookchin, Murray. « Anarchy and Organization: A Letter To The Left », New Left Notes, 15 janvier 1969. Ce texte fut écrit en réponse aux critiques de Huey Newton.
- Maines, Billy. « Second Coming: The Infamous SDS is Back, and Now It's Local », Orlando Weekly, 23 novembre 2006.
- « SDS in the 1960s: From A Student Movement to National Resistance », The Indypendent
- « SDS: The signature organization of the 1960s student left has been reborn », The Indypendent
- Tom Hayden, « The Future of 1968's 'Restless Youth' » dans Martin Klimke et Joachim Scharloth, 1968 in Europe, New York: Palgrave Macmillan, 2008, 325-331.
- Who Are The Bombers?, un pamphlet du SDS-WSA, 1972. [PDF]
- « A Short History of Progressive Labor Party (PLP) and Its Activities in Students for a Democratic Society (SDS) », série de 12 articles publiés dans Challenge-Desafio, publication bihebdomadaire du Progressive Labor Party, janvier-juillet 2007.
- Caroline Rolland-Diamond, « Students for a Democratic Society ou le centre du réseau de la Nouvelle Gauche américaine dans les années 1960 », Institut Pierre Renouvin, 12 octobre 2004. [lire en ligne]

#### Études
- Alan Adelson, SDS, New York, Charles Scribener's Sons, 1972  (ISBN 0-6841-2393-2).
- Heather Frost, An Interracial Movement of the Poor: Community Organizing and the New Left in the 1960s, New York: New York University Press, 2001  (ISBN 0-8147-2697-6).
- Gitlin Todd, The Whole World is Watching. Mass Media in the Making & Unmaking of the New Left, Berkeley, Los Angeles, Londres, University of California Press, 1980.
- Louis Heath (dir), Vandals in the Bomb Factory: The History and Literature of the Students for a Democratic Society, Metuchen, N.J.: Scarecrow Press, 1976  (ISBN 0-8108-0890-0).
- Fred Halstead, Out Now!: A Participant's Account of the Movement in the United States Against the Vietnam War, Anchor Foundation, Reprint edition, 1978  (ISBN 0-9134-6047-8).
- Rebecca E. Klatch, A Generation Divided: The New Left, the New Right, and the 1960s, Berkeley : University of California Press, 1999  (ISBN 0-5202-1714-4).
- Robert Pardun, Prairie Radical: A Journey Through the Sixties, Shire Press, 2001  (ISBN 0-9188-2820-1).
- Kirkpatrick Sale, SDS, New York : Random House, 1973  (ISBN 0-3944-7889-4).

#### Publications du SDS
- Davidson, Carl. Toward a Student Syndicalist Movement or University Reform Revisited. Chicago: Students for a Democratic Society. ca. 1967. Mimeographed. 7 p.
- Gilbert, David (en) and David Loud. U. S. Imperialism. Chicago: Students for a Democratic Society, 1968. Wraps. 33 p.
- Haber, Al et Dick Flacks. Peace, Power and the University: Prepared for Students for a Democratic Society and the Peace Research and Education Project.Ann Arbor: Peace Research and Education Project, 1963. Mimeographed. 12 p.
- James, Mike. Getting Ready for the Firing Line: Join Community Union. Chicago: Students for a Democratic Society, March 1968. Stapled softcover. 8p. Photos by Nancy Hollander, Tom Malear of the Chicago Film Coop, Todd Gitlin & Les Jordan, SCEF. Reprinted from The Activist, Spring 1967. Introduction for this pamphlet by Mike James.
- Lemisch, Jessie. Towards a Democratic History. Ann Arbor & Chicago: Radical Education Project/Students for a Democratic Society, (1967). Radical Education Project Occasional Paper. 8 p.
- Lynd, Staughton. The New Radicals and "Participatory Democracy". Chicago: Students for a Democratic Society, 1965. 10 p.
- Oglesby, Carl. The Speech Given by Carl Oglesby, President, Students for a Democratic Society, at the Nov. 27, 1965 March on Washington to End the War in Vietnam. Chicago: Students for a Democratic Society, ca. 1965. 8 1/2 x 11 in. Mimeographed. 8 p.
- Olinick, Michael. The Campus Press. Distributed by Students for a Democratic Society for the Liberal Study Group, National Student Association, 1962. 13 p.
- Oppenheimer, Martin. Alienation or Participation: The Sociology of Participatory Democracy. n.p.: Students of a Democratic Society (SDS), 1966. 7 pages. 1re édition. Stapled booklet.
- Students For A Democratic Society [SDS]. Fight Racism! Boston: Students for a Democratic Society, n.d. [1969]. 28pp. 1re édition. Stapled softcover.
- Students for a Democratic Society. New Left Notes. Chicago. [?] Vol. 1 # 1 1965 [?] - Vol. 4 # 31 2 octobre 1969.
- Students for a Democratic Society [Progressive Labor]. SDS New Left Notes, vol. 5, No. 15, 6 juillet 1970 - [?]. Boston, 1970.

#### Publications du gouvernement des États-Unis
- U.S. House of Representatives. Investigation of Students for a Democratic Society, Part 2 (Kent State University): Hearings Before the Committee on Internal Security, House of Representatives; 91st Congress, 2nd Session, 24 et 25 juin 1969. Washington: U.S. Government Printing Office, 1969.
- U.S. House of Representatives. Investigation of Students for a Democratic Society, Part 3-A (George Washington University); Hearings Before the Committee on Internal Security, House of Representatives; 91st Congress, 2nd Session, July 22, 1969. Washington: U.S. Government Printing Office, 1969.
- U.S. House of Representatives. Student Views Toward U.S. Policy in Southeast Asia; Hearings Before an Ad Hoc Committee of Members of the House of Representatives; 91st Congress, 2nd Session, July 22, 1969. Washington: U.S. Government Printing Office, 1969.
- U.S. President. Commission on Campus Unrest. Report. On appelle communément cette publication le Rapport Scranton, sorti en 1970.